# Ожерелье (станция)
Ожере́лье — узловая железнодорожная станция Павелецкого направления Московской железной дороги. Основана в 1900 году. Расположена вблизи одноимённого микрорайона города Каширы городского округа Кашира Московской области. Входит в Рязанский центр организации работы железнодорожных станций ДЦС-2 Московской дирекции управления движением. По основному характеру работы является участковой, по объёму работы отнесена к 1 классу.

## Описание
Станция является узлом трёх направлений:
- на Москву-Пассажирскую-Павелецкую (на север);
- на Узуново — Павелец — Раненбург — Саратов I (на юго-восток, до Узуново электрификация на постоянном токе 3 кВ, далее на Павелец переменный ток 25 кВ);
- на Узловую I — Елец — Валуйки — Донецк (на юг не электрифицировано, кроме участка Елец — Валуйки, электрифицированного переменным током 25кВ). На данный момент участок Валуйки — Донецк не работает.

Все три направления двухпутные, но направление на Мичуринск двухпутное только до станции Узуново, далее однопутное до ст. Раненбург. Донбасское направление двухпутное вплоть до Валуек, далее от Валуек до Кондрашевской однопутное неэлектрифицированное и от Кондрашевской до Луганска двухпутное неэлектрифицированное. Аналогично и на направлении в Донецк: участок Валуйки — Купянск-Узловой электрифицирован переменным током 25 кВ, от Купянска-Узлового неэлектрифицированная однопутка до Рубежного, далее неэлектрифицированная двухпутка Рубежное — Попасная — Дебальцево, и, наконец, электрифицированная постоянным током 3 кВ двухпутка Дебальцево — Криничная — Ясиноватая — Донецк.
До 2014 года Донбасский ход использовался как дублёр Курского. Сейчас пассажирские поезда по нему ходят только до Ельца, откуда поворачивают на восток в сторону Липецка и Грязей. Южнее Ельца действует только пригородное сообщение.
Электрификация осуществлена в 1955 году, причём на станции сразу устроено стыкование, участок Жилёво — Ожерелье на постоянном токе, участок Ожерелье — Михайлов на переменном токе. Таким образом, станция Ожерелье стала первой в СССР станцией стыкования родов тока. В 1989 году, со строительством соединительной линии Узуново — Рыбное, участок Ожерелье — Узуново переведён с переменного тока на постоянный (единственный случай в истории советских и российских железных дорог).
Что касается Донбасского хода, то участок Ожерелье — Елец не электрифицирован. В настоящее время у всех поездов, следующих в направлении Ельца, на станции Ожерелье проводится смена локомотивной тяги, электровозы постоянного тока заменяются тепловозами и наоборот. Сложный профиль этого участка, необходимость устраивать на нём станцию стыкования и прекращение перевозок донбасского угля заставляли постоянно откладывать его электрификацию, однако в 2018 году руководство РЖД объявило, что на участок Ожерелье — Елец будет переведена значительная часть пассажирского движения в южном направлении, поэтому электрификация будет осуществлена до 2025 года.
На данный момент станция не оборудована турникетами, но их установка ожидается в ближайшее время[когда?].

## Движение
Большая часть поездов дальнего следования, следующих из Москвы далее в Узуново, проходят станцию без остановки.
Станция является конечной для части электропоездов, следующих с Павелецкого вокзала Москвы. Является конечной для поездов-экспрессов «РЭКС».
С 1 ноября 2019 года на станции останавливаются пассажирские поезда № 603/604 Москва-Павелецкая — Москва-Киевская и Москва-Киевская — Москва-Павелецкая.
| Круглогодичное обращение поездов | Круглогодичное обращение поездов                      | Круглогодичное обращение поездов | Круглогодичное обращение поездов                      |
| № поезда                         | Маршрут движения                                      | № поезда                         | Маршрут движения                                      |
| -------------------------------- | ----------------------------------------------------- | -------------------------------- | ----------------------------------------------------- |
| 5 «Лотос»                        | Москва — Астрахань                                    | 6 «Лотос»                        | Астрахань — Москва                                    |
| 25 «Воронеж»                     | -                                                     | 26 «Воронеж»                     | Воронеж — Москва                                      |
| 49                               | Санкт-Петербург — Кисловодск                          | 50                               | Кисловодск — Санкт-Петербург                          |
| 89                               | Санкт-Петербург — Волгоград                           | 90                               | Волгоград — Санкт-Петербург                           |
| 107 «Самара»                     | Санкт-Петербург — Самара                              | 108 «Самара»                     | Самара — Санкт-Петербург                              |
| 379                              | Москва — Камышин                                      | 380                              | -                                                     |
| 603                              | Москва (Павелецкий вокзал) — Москва (Киевский вокзал) | 604                              | Москва (Киевский вокзал) — Москва (Павелецкий вокзал) |

| Сезонное обращение поездов | Сезонное обращение поездов | Сезонное обращение поездов | Сезонное обращение поездов |
| № поезда                   | Маршрут движения           | № поезда                   | Маршрут движения           |
| -------------------------- | -------------------------- | -------------------------- | -------------------------- |
| 259                        | Санкт-Петербург — Анапа    | 260                        | Анапа — Санкт-Петербург    |
| 481                        | -                          | 482                        | Новороссийск — Москва      |
| 517                        | -                          | 518                        | Анапа — Москва             |
| 533                        | Москва — Адлер             | 534                        | Адлер — Москва             |
| 547                        | Москва — Сухум             | 548                        | Сухум — Москва             |

## Изображения

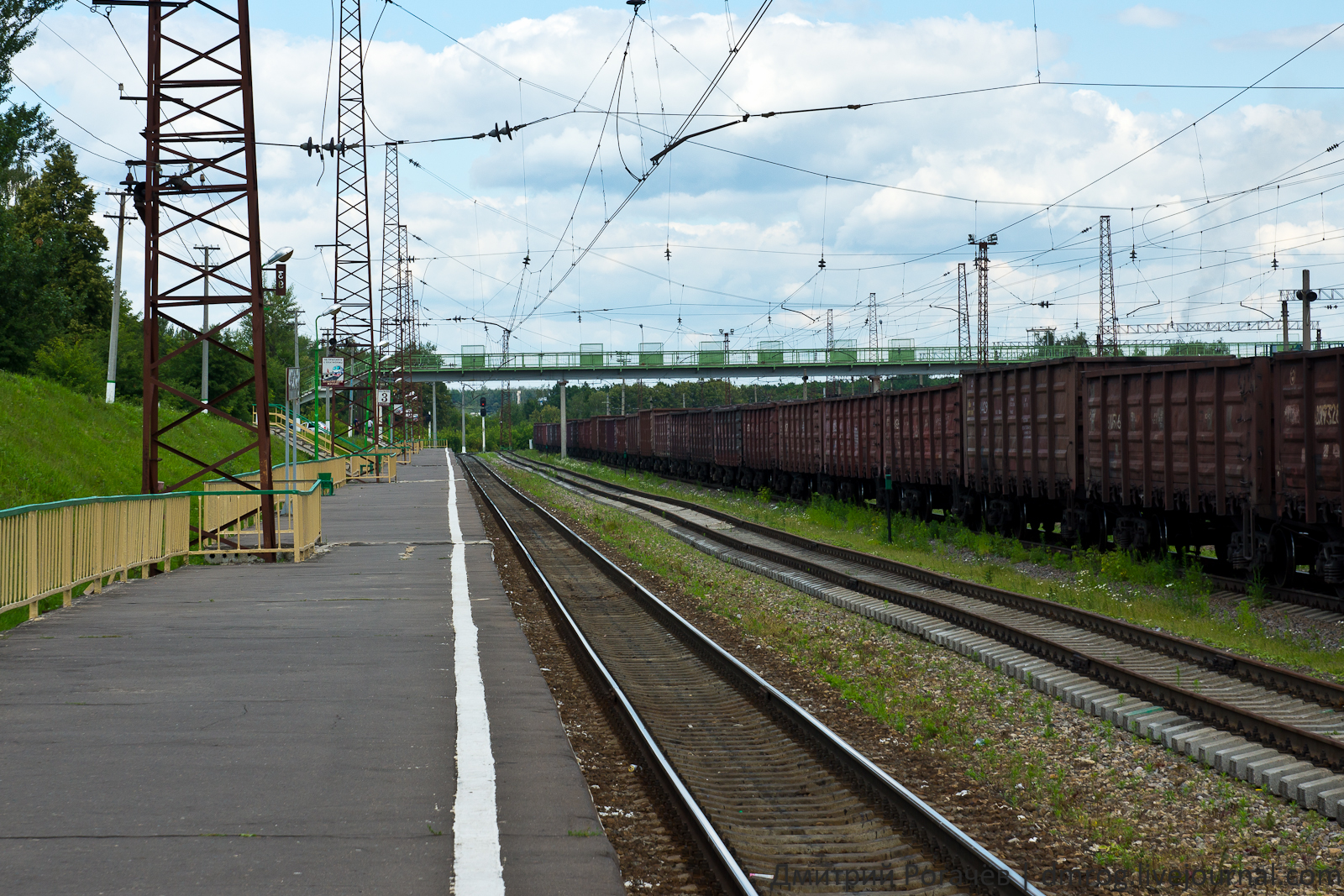
Пассажирская платформа в сторону Узуново в Московском парке станции
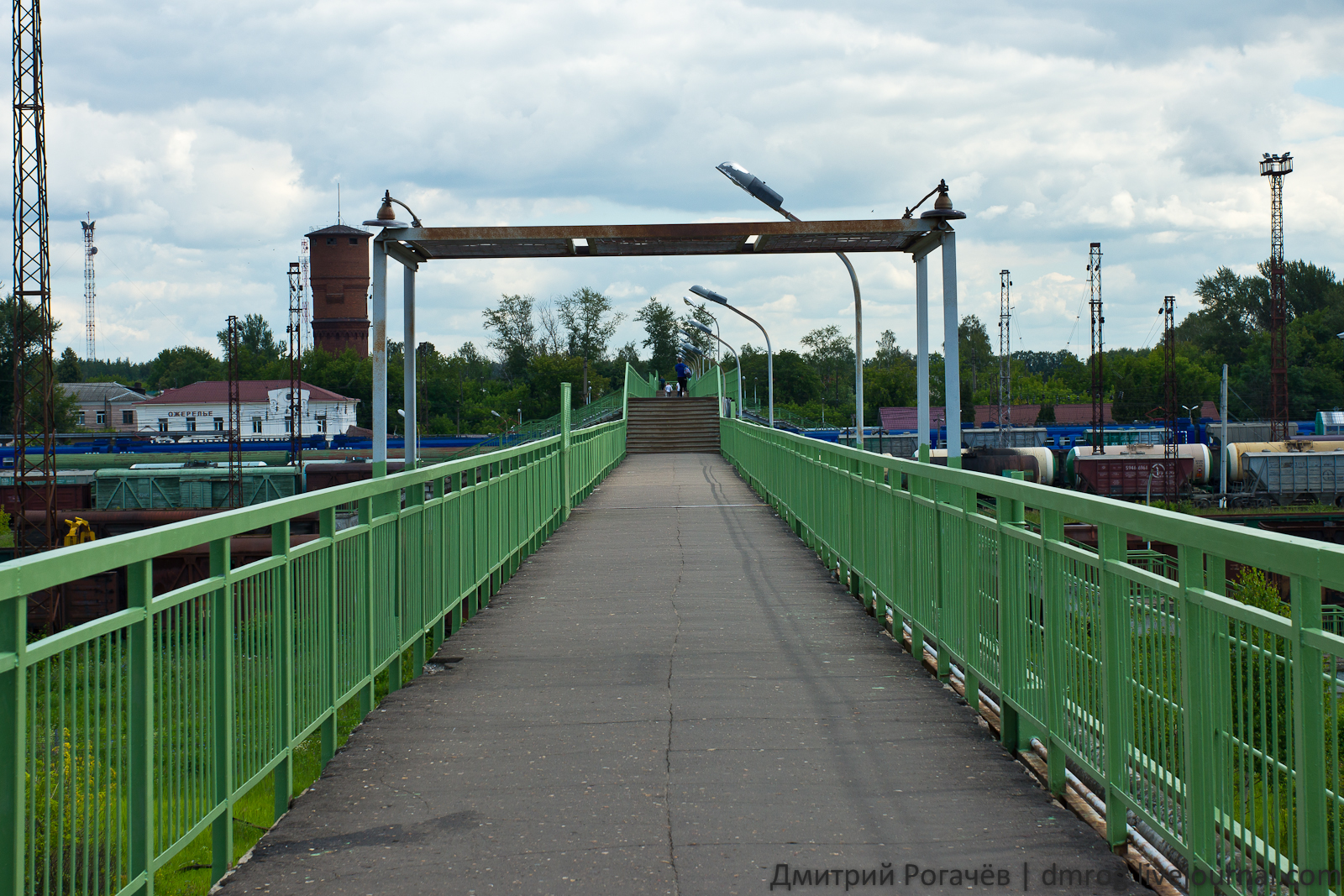
Пешеходный мост на станции
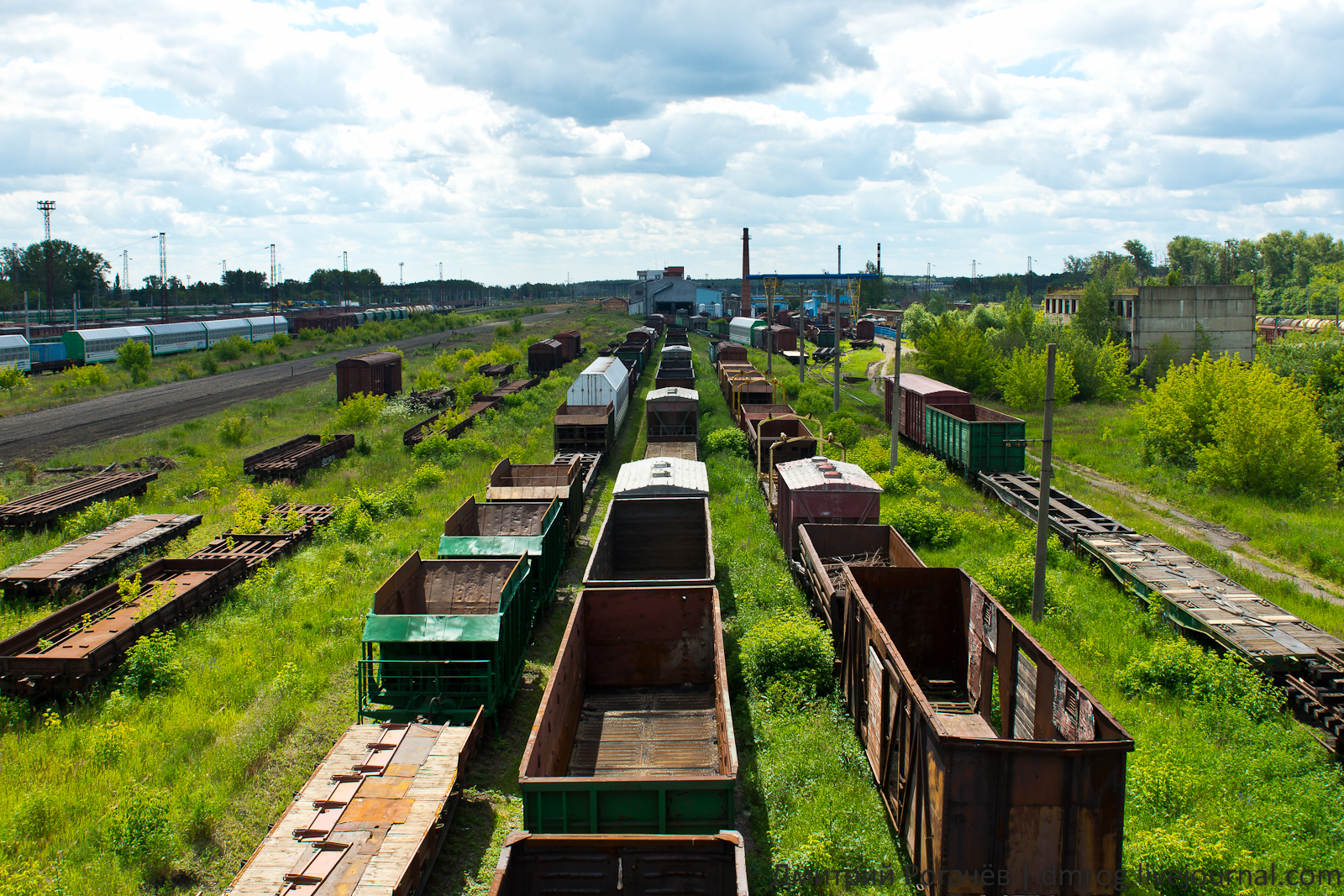
Заброшенная часть грузовой станции
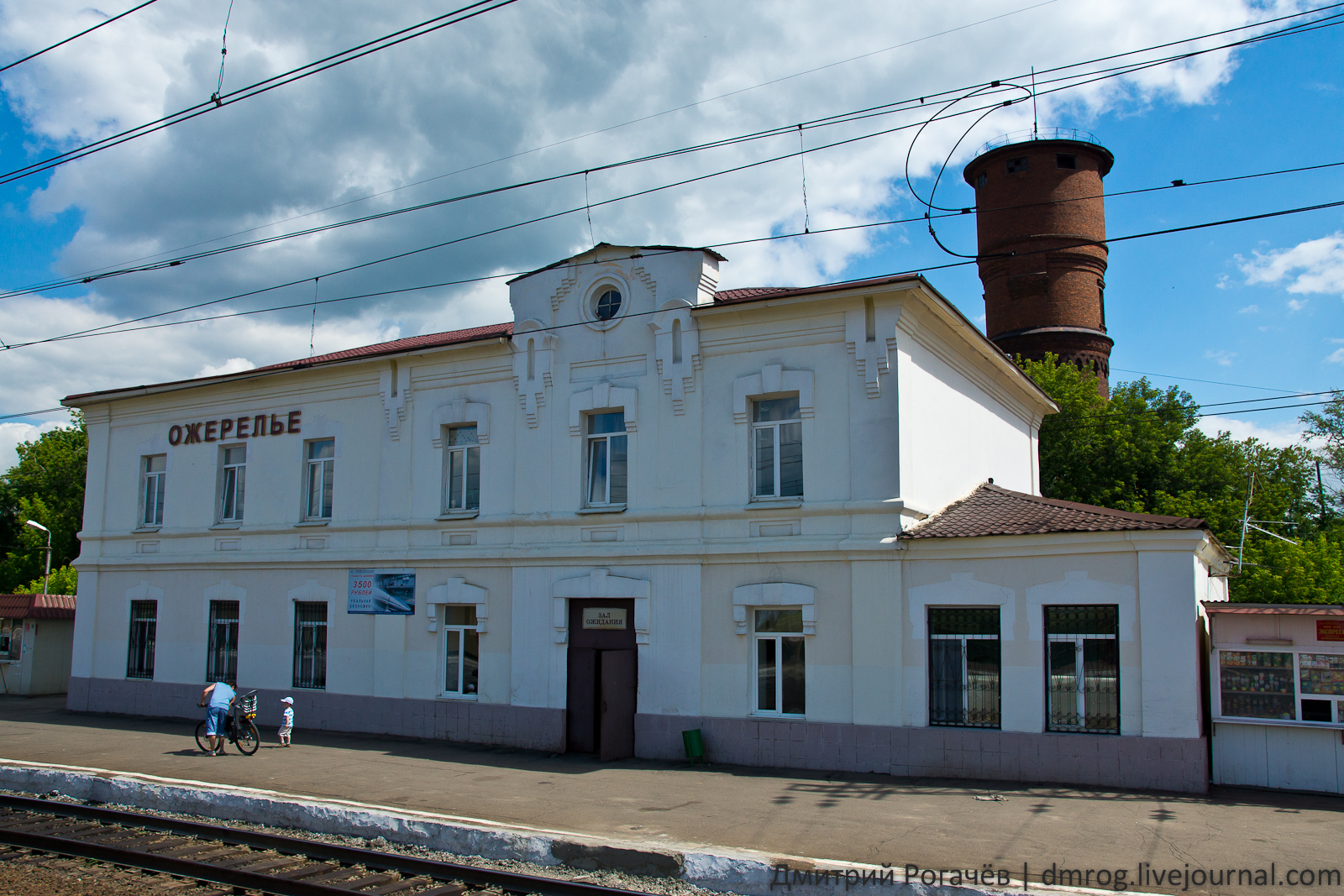
Здание вокзала станции Ожерелье